# Om Puri
Pour les articles homonymes, voir Puri (homonymie).

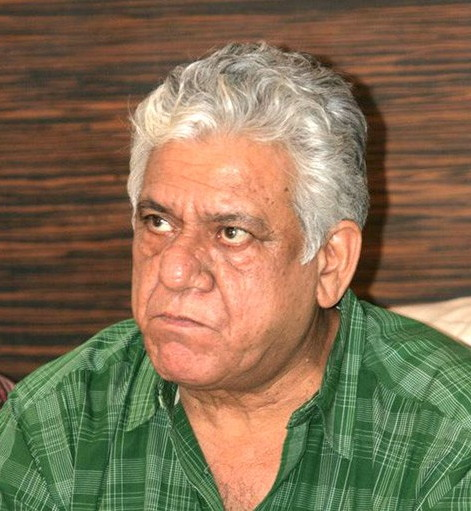
Om Puri en 2009.

Om Puri, né le 18 octobre 1950 à Ambala (Haryana, Inde) et mort le 6 janvier 2017 à Andheri, est un acteur indien.
Citoyen indien, il a cependant été honoré du titre d'Officier de l'ordre de l'Empire britannique, OBE (Honorary) en 2004 pour les services rendus à l'industrie britannique du cinéma.

## Biographie

### Carrière
Om Puri est né à Ambala dans une famille pendjabi. Son père était un militaire devenu employé des chemins de fer. Passionné de théâtre, il rejoint la National School of Drama à New Delhi. L'un de ses camarades de classe,  Naseeruddin Shah, le pousse à aller plus loin et intégrer la prestigieuse Film and Television Institute of India qui se situe à Pune. 
Il commence le cinéma en 1976 dans un film politique marathi : Ghashiram Kotwal, faisant écho à la montée du parti Shiv Sena. À partir de là, il contribue à des centaines de films à Hollywood, Bollywood, dans le cinéma britannique ou encore pakistanais, jonglant tantôt entre cinéma indépendant et cinéma populaire.  
Tout au long de sa carrière, il a été amené à collaborer avec des intellectuels tels que son vieil acolyte Naseeruddin Shah, la poétesse Shabaka Azmi ou Smita Patil dans des films comme Bhumika: The Role (1977), Bhavani Bhavai (1980), Sadgati (1981), Ardh Satya (1982) ou Mirch Masala (1986).
Ses succès aux Filmfare Awards (1981 et 1984) correspondent à des rôles de personnages non conventionnels et font de lui un acteur respecté plus qu'une "superstar".
Il a fait un caméo dans le Gandhi de Richard Attenborough (1982), présentant la vie du Mahatma Gandhi.
Dans les années 1990, il a incarné des rôles plus conformes à la grande audience. Il a acquis cependant une réputation mondiale pour son jeu dans My Son the Fanatic (1997), Fish and Chips (East Is East) (1999) ou The Parole Officer (2001). Il est apparu dans des films d'Hollywood, tels La Cité de la Joie (1992), Wolf (1994) ou L'Ombre et la proie (1996), ou encore La Guerre selon Charlie Wilson (2007), dans lequel il campe un saisissant président Zia (président pakistanais des années 1980).

### Vie personnelle et décès
Om Puri est marié à Nandita avec qui il a eu un enfant. 
Malgré leur homonymie, il n'a aucun lien de parenté avec Madan Puri ni Amrish Puri.
Om Puri est décédé d'une crise cardiaque.

## Filmographie sélective

### Cinéma
- 1976 : Ghashiram Kotwal de K. Hariharan, Mani Kaul, Saeed Akhtar Mirza et Kamal Swaroop : Ghashiram
- 1977 : Godhuli de B.V. Karanth et Girish Karnad (film primé pour son scénario aux Filmfare Awards 1980)
- 1977 : Bhumika: The Role de Shyam Benegal (film primé aux Filmfare Awards 1978)
- 1978 : Arvind Desai Ki Ajeeb Dastaan de Saeed Akhtar Mirza : marxiste
- 1980 : Aakrosh de Govind Nihalani : Lahanya Bhiku
- 1981 : Kalyug de Shyam Benegal : Bhavani Pandey
- 1982 : Gandhi de Richard Attenborough : Nahari
- 1982 : Arohan de Shyam Benegal : Hari Mondal
- 1983 : Ardh Satya de Govind Nihalani : inspecteur adjoint Anant Velankar (film primé aux Filmfare Awards 1984)
- 1991 : Sam & Me de Deepa Mehta : Chetan Parikh
- 1992 : Maya Memsaab de Ketan Mehta (adaptation de Madame Bovary de Gustave Flaubert)
- 1992 : La Cité de la Joie (City of Joy) : Hazari Pal
- 1994 : Wolf : Dr Vijay Alezias
- 1996 : L'Ombre et la proie (The Ghost and the Darkness) : Abdullah
- 1996 : Maachis de Sampooran Singh Gulzar : Sanatan
- 1997 : Mon fils le fanatique de Udayan Prasad : Parvez
- 1998 : Un si long voyage (Such a Long Journey) de Sturla Gunnarsson : Ghulam Mohamed
- 1998 : Pyaar To Hona Hi Tha de Anees Bazmee : inspecteur Kahn
- 1999 : Fish and Chips (East Is East) : George Khan
- 2000 : Hey Ram de Kamal Hassan : Goel
- 2001 : The Mystic Masseur : Ramlogan
- 2001 : Gadar : Ek Prem Katha de Anil Sharma : narrateur
- 2001 : The Parole Officer de John Duigan : George
- 2002 : White Teeth de Julian Jarrold (pour Channel 4) : Samad (adaptation de White Teeth (Sourires de loup) de Zadie Smith)
- 2004 : Lakshya de Farhan Akhtare : Maj. Pritam Singh
- 2004 : Yuva de Mani Ratnam : Prosonjit Bhatacharya
- 2005 : The Hangman : Shiva
- 2006 : Rang De Basanti : Amanullah Khan, père d'Aslam
- 2006 : Malamaal Weekly de Priyadarshan : Balwant 'Balu'
- 2006 : Don : La Chasse à l'homme de Farhan Akhtar : CBI Officer Vishal Malik
- 2007 : Fool and Final de Ahmed Khan : père de Rahul/Raja
- 2008 : La Guerre selon Charlie Wilson (Charlie Wilson's War) de Mike Nichols : Mohammed Zia, président du Pakistan
- 2008 : Billu de Priyadarshan avec Irrfan Khan et Lara Dutta
- 2010 : Action Replayy de Vipul Amrutlal Shah
- 2013 : L'Intégriste malgré lui (The Reluctant Fundamentalist) de Mira Nair : Abu
- 2013 : The Lovers de Roland Joffé
- 2014 : Les Recettes du bonheur (The Hundred-Foot Journey) de Lasse Hallström : Papa
- 2017 : Le Dernier Vice-Roi des Indes (Viceroy's House) de Gurinder Chadha : Ali Rahim Noor

### Télévision
- 1984 : Le Joyau de la couronne (série télévisée) : M. De Souza

## Distinctions
- Meilleur acteur dans un second rôle aux Filmfare Awards 1981 pour Aakrosh (1980)
- Meilleur acteur aux National Film Awards de l'Inde en 1982 (Silver Lotus Award pour Arohan (1982)
- Meilleur acteur aux National Film Awards de l'Inde en 1984 (Silver Lotus Award) pour Ardh Satya (1983)
- Meilleur acteur au Festival international du film de Bruxelles de 1998 (Crystal Star) pour My Son the Fanatic (1997).